# Grotte d'Antoliña
La grotte d'Antoliña est un site préhistorique du Paléolithique supérieur situé dans la commune de Gautegiz Arteaga, dans la province de Biscaye, dans la communauté autonome du Pays basque, en Espagne.

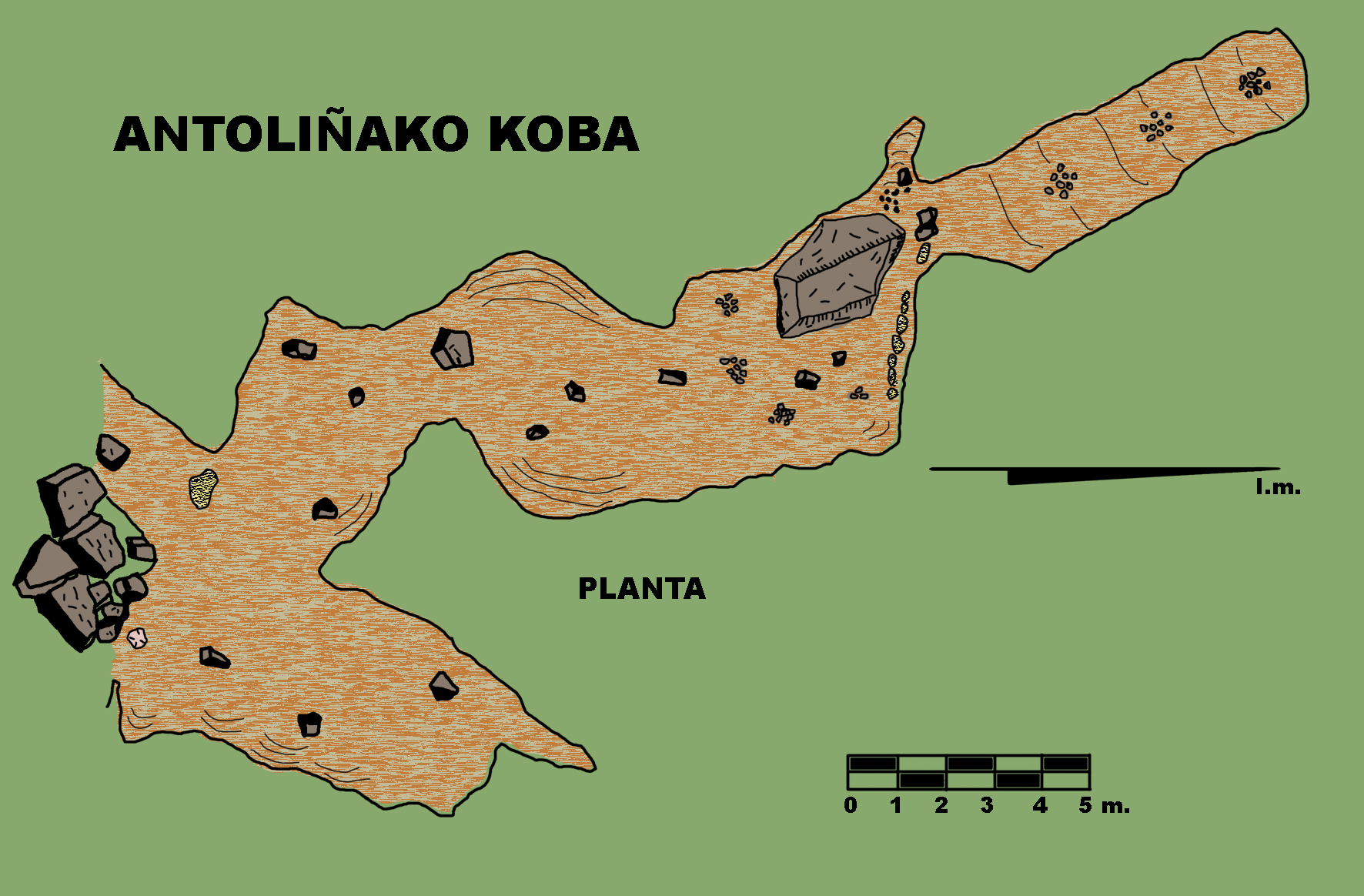
Plan de la grotte d'Antoliña

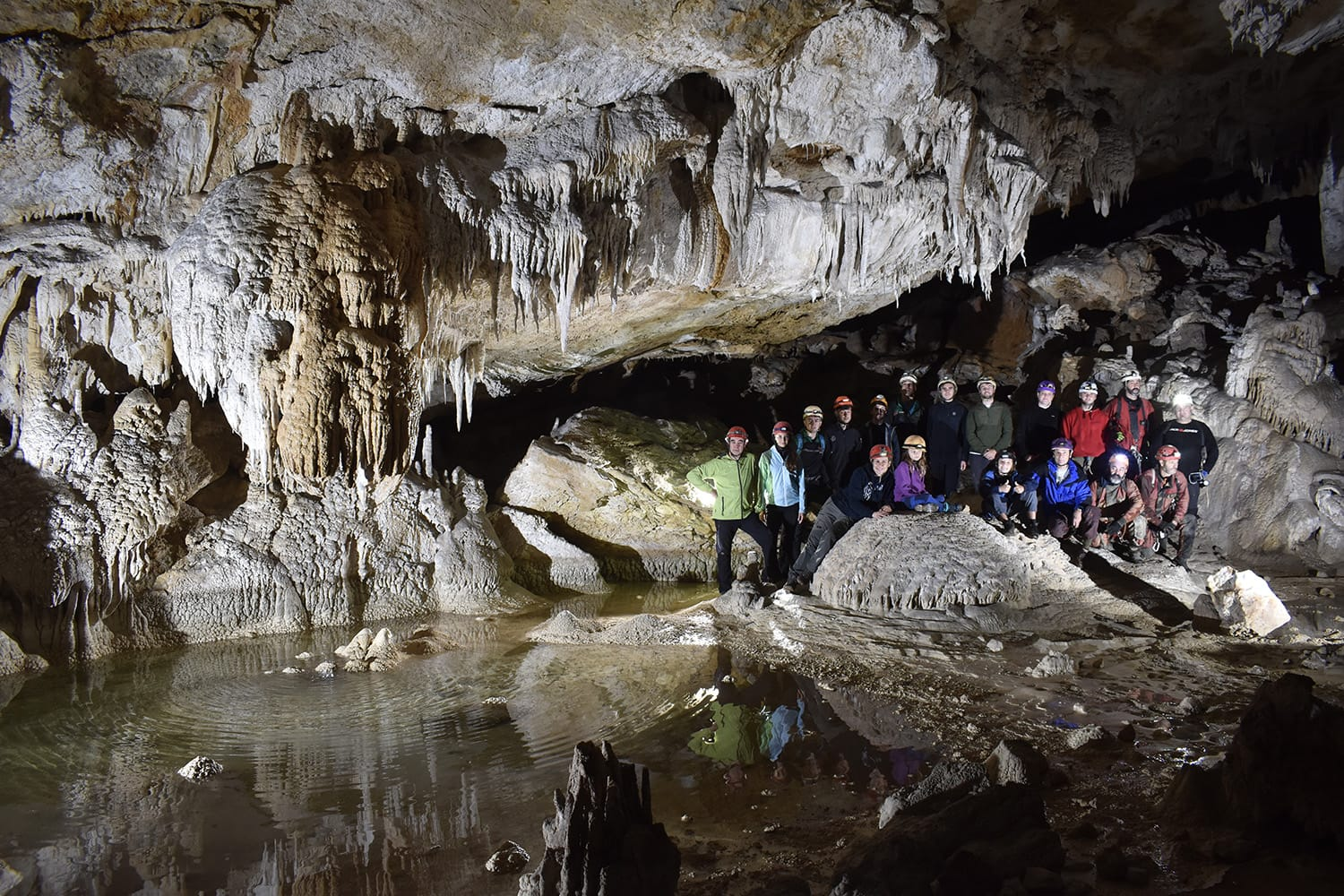
Intérieur de la grotte

## Historique
Le site a été découvert par José Miguel de Barandiarán Ayerbe en 1923. Les fouilles ont été réalisées entre 1995 et 2008, sous la direction de Mikel Aguirre.

## Description
La grotte d'Antoliña possède une petite entrée, orientée au nord-est, et deux galeries, celle de gauche d'environ 30 m de long, et celle de droite d'environ 10 m de long. Il s'agissait probablement à l'origine d'une galerie en forme de méandre tangentiel, qui a fini par déboucher vers l'extérieur au cours de son développement. L'accès originel était large de plus de 4 m, mais un gros bloc tombé sur l'entrée l'a réduite à 2 m de large et 1,80 m de haut.
La grotte a une morphologie en nappe. Les fouilles ont accru la hauteur sous voute de la salle principale, qui auparavant n'atteignait pas 2 m.

## Vestiges archéologiques
Les fouilles ont livré des vestiges de l'Aurignacien, du Gravettien, du Solutréen et du Magdalénien (d'environ 34 000 à 15 000 ans avant le présent (AP)). On a notamment découvert un percuteur décoré de l'image d'un cerf. Une trace de doigt rouge a été identifiée sur une paroi. 
En analysant les outils en silex, on a pu constater que les chasseurs-cueilleurs qui utilisaient périodiquement cette grotte se déplaçaient entre Urdaibai, Durangaldea, la plaine d'Alava, Treviño, Sakana et Urbasa. La grotte a été occupée continument au Paléolithique supérieur, avec un mode de vie très similaire, à l'exception du Solutréen, il y a environ 21 000 ans, où les hommes ont dû affronter le dernier maximum glaciaire.

## Paléofaune
De nombreux restes d'animaux du Pléistocène supérieur ont été découverts sur le site, notamment des micromammifères (lérot (Eliomys quercinus), campagnol roux (Myodes glareolus), campagnol fouisseur (Arvicola scherman), campagnol aquatique (Arvicola sapidus), campagnol nordique (Microtus oeconomus), campagnol des champs (Microtus arvalis), campagnol des neiges (Chionomys nivalis), mulot sylvestre (Apodemus sylvaticus), musaraigne (Sorex coronatus), musaraigne aquatique ( Neomys)) ..., des reptiles (orvet (Anguis fragilis), Vipera ou Natrix, Coronella austriaca), et des amphibiens (Salamandridae, Rana, Bufo). Quelques traces de poissons et d’oiseaux ont également été trouvées, mais pas en quantités significatives.